# Alfons IX van León
Alfonso IX van León (Zamora, 1171 — Villanueva de Sarria (Galicia), 24 september 1230) was  koning van León van 1188 tot 1230.
Volgens de correcte chronologische volgorde zou deze Alfons eigenlijk nummer VIII moeten zijn, maar gewoonlijk wordt deze koning Alfons IX genoemd.
Alfons was een zoon van Ferdinand II van León (1137-1188) en diens eerste echtgenote, prinses Urraca van Portugal (1151-1180). Bij de troonopvolging kwam hij in conflict met zijn pleegmoeder en zijn halfbroer omtrent de opvolgingsrechten in het koninkrijk León. Om zijn positie te verstevigen riep hij de Curia Regia, oftewel de Cortes, bijeen en vond steun bij de kerk en de adel. Dit kan in bestuurlijk opzicht de vorming van het allereerste West-Europees parlement beschouwd worden.
Zijn beide strategische huwelijken werden door Paus Innocentius III nietig verklaard, onder meer vanwege de bloedverwantschap van zijn echtgenoten:

hij trouwde eerst (1191-1197) met Theresia van Portugal (een dochter van Sancho I, een broer van zijn moeder) en daarna (1197-1204) met Berenguela van Castilië (oudste dochter van Alfons VIII van Castilië en Eleonora van Engeland, een zus van de moeder van Alfonso IX).
Nadat het huwelijk met Berenguela nietig was verklaard, richtte hij zich op de rivaliteit tussen zijn koninkrijk en dat van Castilië.
In 1214 nam Berenguela het regentschap in haar geboorterijk op zich en trad in 1217 officieel af om plaats te maken voor hun zoon Ferdinand III van Castilië (de Heilige), zodat deze Castilië kon regeren. In 1218 richtte Alfons IX, samen met zijn zoon, de Universiteit van Salamanca op.
Daarna concentreerde Alfons zich op de strijd tegen de Moren. Zijn meest klinkende overwinningen behaalde hij in de Extremadura: Cáceres (1229), Mérida en Badajoz (1230).
Bij zijn dood liet hij zijn koninkrijk na aan Sancha en Dulce, dochters uit zijn eerste huwelijk, maar uiteindelijk wist Ferdinand III hen de macht te ontnemen en León met Castilië te verenigen.

## Nageslacht
Met Theresia van Portugal:
- Ferdinand (1192 - augustus 1214).
- Sancha (1193 - 1270). Na twee mislukte pogingen tot een huwelijk met Hendrik I van Castilië en Jean de Brienne, werd Sancha non in het klooster van Cozollos.
- Dulce (1194 - 1243). Leefde met haar moeder Theresia van Portugal in Portugal

Met Berenguela van Castilië:
- Berenguela (1198 - 1237). Trouwde met Jean de Brienne, regent van het koninkrijk van Jeruzalem.
- Constanza (1200 - 7 september 1242). Non in Las Huelgas.
- Ferdinand III de Heilige (1199 - 1252).
- Leonor (geboren en gestorven in 1202).
- Alfonso, Heer van Molina (1203 - 1272), de vader van de toekomstige koningin María van Molina

Alfonso verwekte vele buitenechtelijke kinderen:
Met Inés Íñiguez de Mendoza (dochter van Lope Iñíguez, eerste Heer van Mendoza en Teresa Ximenez de los Cameros):
- Urraca Alfonso van Leon, circa 1190. Trouwde met Lopez Díaz II de Haro, zesde Heer van Vizcaya, hun dochter Mécia Lopes de Haro huwde later met Sancho II van Portugal

Met Aldonça Martins da Silva (dochter van Martim Gomes da Silva en Urraca Rodrigues en echtgenote van Diogo Froilaz, Conde de Cifuentes):
- Pedro Alfonso van Leon, Heer van Tenorio, circa 1200
- Rodrigo Alfonso van Leon, Heer van Aliger, circa 1200
- Alfonso van Leon (jong gestorven)
- Fernando van Leon (jong gestorven)
- Aldonza Alonso van Leon, circa 1215
- Teresa Alfonso van Leon, circa 1210

Met Teresa Gil de Soverosa (dochter van Gil Vasques de Soverosa en Maria Aires de Fornelos):
- Martim Alfonso van Leon, circa 1210
- Maria Alfonso van Leon, circa 1190
- Sancha van Leon, circa 1210
- Urraca Alfonso van Leon, circa 1210

Met een onbekende vrouw:
- Maria Alfonso van Leon, circa 1200
- Fernando Alfonso van Leon, circa 1220

## Voorouders
| Voorouders van Alfons IX van León (1171-1230) | Voorouders van Alfons IX van León (1171-1230)                                      | Voorouders van Alfons IX van León (1171-1230)                                      | Voorouders van Alfons IX van León (1171-1230)                                       | Voorouders van Alfons IX van León (1171-1230)                                       | Voorouders van Alfons IX van León (1171-1230)                            | Voorouders van Alfons IX van León (1171-1230)                            | Voorouders van Alfons IX van León (1171-1230)                            | Voorouders van Alfons IX van León (1171-1230)                            |
| --------------------------------------------- | ---------------------------------------------------------------------------------- | ---------------------------------------------------------------------------------- | ----------------------------------------------------------------------------------- | ----------------------------------------------------------------------------------- | ------------------------------------------------------------------------ | ------------------------------------------------------------------------ | ------------------------------------------------------------------------ | ------------------------------------------------------------------------ |
| Overgrootouders                               | Raymond van Bourgondië (1059-1107) ∞ Urraca van Castilië en León (1082-1126)       | Raymond van Bourgondië (1059-1107) ∞ Urraca van Castilië en León (1082-1126)       | Raymond Berengarius III van Barcelona (1082-1131) ∞ Dulcia van Provence (1090-1129) | Raymond Berengarius III van Barcelona (1082-1131) ∞ Dulcia van Provence (1090-1129) | Hendrik van Bourgondië (1066-1112) ∞ Theresia van León (1070-1132)       | Hendrik van Bourgondië (1066-1112) ∞ Theresia van León (1070-1132)       | Amadeus III van Savoye (1094-1148) ∞ Mathilde van Albon (-)              | Amadeus III van Savoye (1094-1148) ∞ Mathilde van Albon (-)              |
| Grootouders                                   | Alfons VII van León en Castilië (1105-1157) ∞ Berengaria van Barcelona (1116-1149) | Alfons VII van León en Castilië (1105-1157) ∞ Berengaria van Barcelona (1116-1149) | Alfons VII van León en Castilië (1105-1157) ∞ Berengaria van Barcelona (1116-1149)  | Alfons VII van León en Castilië (1105-1157) ∞ Berengaria van Barcelona (1116-1149)  | Alfons I van Portugal (1110-1185) ∞ 1152 Mathilde van Savoye (1121-1158) | Alfons I van Portugal (1110-1185) ∞ 1152 Mathilde van Savoye (1121-1158) | Alfons I van Portugal (1110-1185) ∞ 1152 Mathilde van Savoye (1121-1158) | Alfons I van Portugal (1110-1185) ∞ 1152 Mathilde van Savoye (1121-1158) |
| Ouders                                        | Ferdinand II van León (1137-1188) ∞ Urraca van Portugal (1151-1188)                | Ferdinand II van León (1137-1188) ∞ Urraca van Portugal (1151-1188)                | Ferdinand II van León (1137-1188) ∞ Urraca van Portugal (1151-1188)                 | Ferdinand II van León (1137-1188) ∞ Urraca van Portugal (1151-1188)                 | Ferdinand II van León (1137-1188) ∞ Urraca van Portugal (1151-1188)      | Ferdinand II van León (1137-1188) ∞ Urraca van Portugal (1151-1188)      | Ferdinand II van León (1137-1188) ∞ Urraca van Portugal (1151-1188)      | Ferdinand II van León (1137-1188) ∞ Urraca van Portugal (1151-1188)      |

1. ↑  De reden hiervoor was de splitsing van het koninkrijk van Castilië en Leon na Alfons VII.